# Monumentul Libertății din Riga
Monumentul Libertății (în letonă Brīvības piemineklis) este un monument de 42 de metri înălțime, în al cărui vârf se găsește o statuie a libertății. Monumentul se găsește pe strada Libertății (în letonă Brīvības iela) din vechiul oraș Riga. Statuia, uneori numită Milda (zeița dragostei în mitologia baltică), înfățișează o femeie ținând în mâinile înălțate spre cer trei stele, simbolizând cele trei regiuni istorice ale Letoniei: Vidzeme, Latgale și Curlanda-Semigalia. Aceleași trei stele formează și coronamentul de pe stema Letoniei.
Întrucât orașul Riga este unul dintre cele mai faimoase „scene deschise” ale curentului artistic Art Nouveau din Europa și din lume, numeroase clădiri și străzi fiind realizate în această manieră, de o întreagă pleiadă de arhitecți și constructori, aspectul general al Monumentului Libertății, atât de structură Art Nouveau cât și cea de Art Deco, nu este o surpriză artistică, ci o armonioasă completare a stilului capitalei Letoniei.

## Istoric

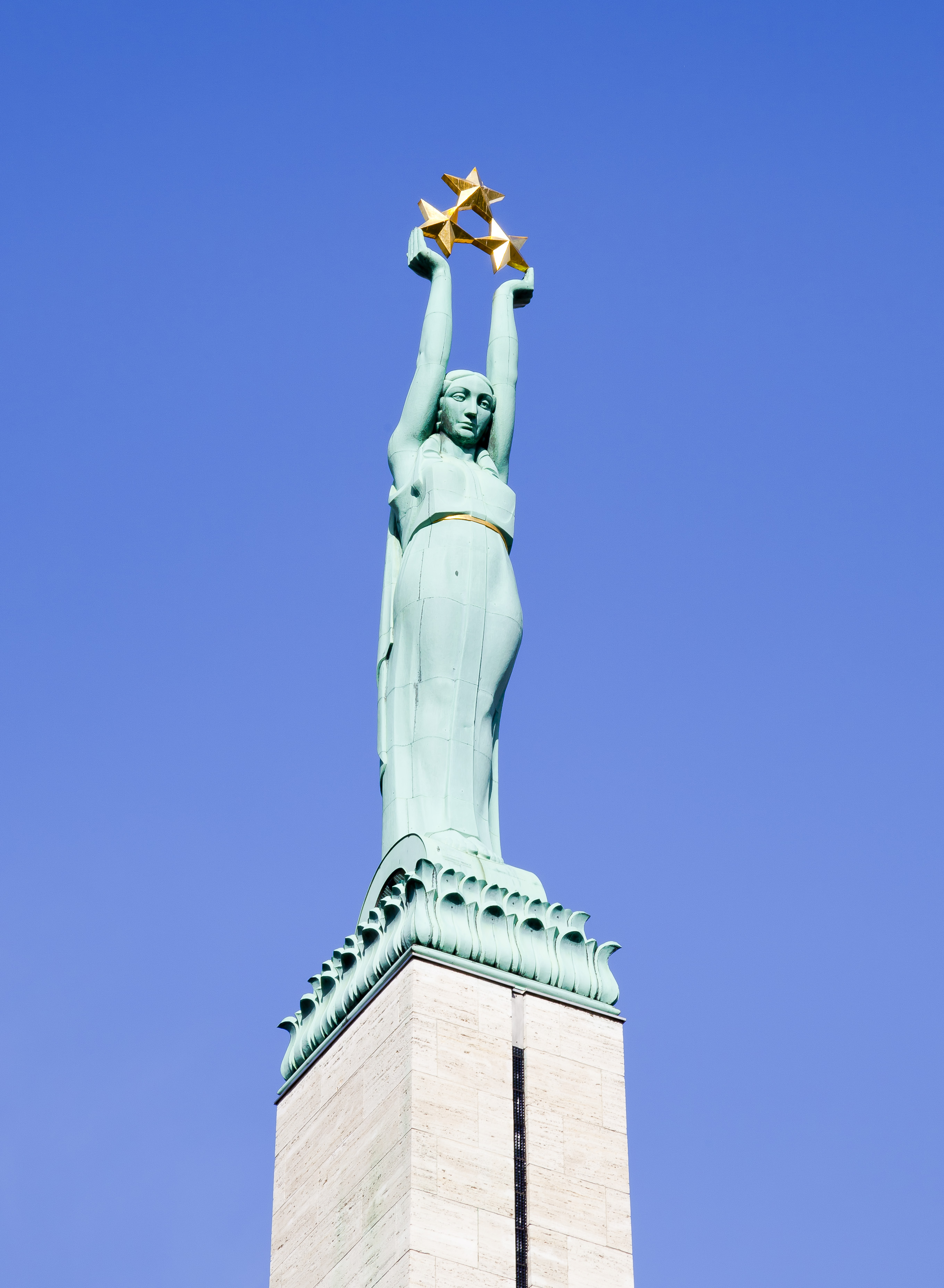
Detaliu al statuii

Monumentul a fost proiectat între anii 1931 și 1935 de către sculptorul leton Kārlis Zāle, respectiv construit și ridicat în 1935 sub conducerea arhitectului leton Ernests Stalbergs, în timpul prime dar scurtei perioade de independență reală a națiunii. Monumentul descrie cultura și istoria țării. Atât figura centrală, Libertatea, cât și basoreliefurile monumentului simbolizează Hărnicia, Tenacitatea și Tăria, Libertatea și Familia. Basoreliefurile de la baza monumentului înfățișează diferite evenimente semnificative din istoria poporului leton.
Finanțat de diverse donații particulare, monumentul a fost ridicat la intrarea în orașul vechi, în același loc în care o statuie ecvestră a împăratului rus Petru cel Mare fusese ridicată în 1915, în timpul imperiului rus, dar care fusese ulterior îndepărtată după cucerirea independenței de către Letonia.

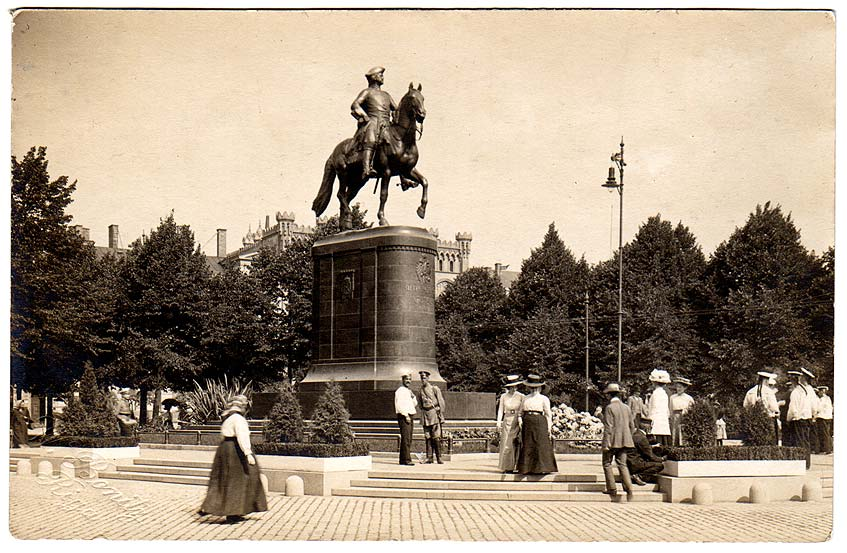
Monumentul Libertăţii a înlocuit statuia ecvestră a împăratului Petru I

Piedestalul Monumentului Libertății, care semnifică valorile culturale și istorice ale Letoniei și care este la rândul său o frumoasă piesă monumentală, are o orientare semnificativă, spre vest. Figura însăși a Libertății privește spre vest, aidoma sculpturilor piedestalului.
În contrast evident cu aceste personaje, cele care au capete plecate și sunt înlănțuite privesc către est. Partea centrală a piedestalului poartă inscripția Pentru Patrie și Libertate, ceea ce în letonă apare ca Tēvzemei un Brīvībai; acestea sunt cuvintele scriitorului Kārlis Skalbe.
Datorită valorii sale artistice și monumentalității sale armonios integrate în farmecul orașului Riga, monumentul a rămas practic neatins atât în timpul ocupației germane a Letoniei, dintre 1940 și 1945, cât și a celei sovietice, care a fost un pic mai lungă, 1945 - 1991.
Deși au existat mai multe intenții clare ale sovieticilor de demolare a monumentului, totuși acesta a scăpat neatins datorită mai multor factori. Un element esențial ar fi fost apărarea monumentului, chiar în fața lui Stalin, de către faimoasă sculptoriță sovietică Vera Muhina (1889 - 1953), care fusese nu numai o fostă studentă a lui Kārlis Zāle, dar fusese de asemenea o fiică a Rigăi, fiind născută în acest oraș. Un alt element esențial a fost înșelarea deliberată a cenzurii ocupantului sovietic prin prezentarea unei simbolistici care era perfect posibilă, dar nu fusese niciodată prezentă în mintea realizatorului monumentului. Spre exemplu, cele trei stele din mâna Libertății au fost prezentate ca simbolizând cele trei republici baltice, care aderaseră "de bună voie" la "marea familie a popoarelor sovietice".